# Горни Караагач
Вижте пояснителната страница за други значения на Петровка.
Петровка (на украински: Петрівка, на руски: Петровка) е село в Украйна, разположено в Приморски район, Запорожка област. През 2001 година населението му е 799 души.

## История
Горни Караагач е основано през 1862 година като село на бесарабски българи, преселили се в Таврия, след присъединяването на Южна Бесарабия към Румъния. То е едно от трите села, заселени предимно от жители на село Караагач в  Бесарабия. Мястото е било известно с ногайското си име Машкир. По-късно Горни Караагач е преименувано на Петровка.
През 1897 година Петровка има 1195 жители, а през 1904 - 1076. Според днанни, публикувани от Михаил Греков, към 1912 година Петровка има едно училище, с двама учители и 134 ученика.
През 1924 година селото е част от Цареводаровски район. Жителите му са 1711 души, от които 1634 - българи. През 1932-1933 година Петровка е засегната от глада в Съветска Украйна, при който умират много местни жители.
Писателят Мишо Хаджийски през 1943 година отбелязва, че Горни Караагач е „богато, хубаво село, живописно планирано по бреговете на Карсак“.